# Anders Falck
Anders Falck, född 13 januari 1740, död 10 februari 1796 i Skara, var en svensk astronom; bror till Johan Peter Falck.
Falck blev 1758 student vid Uppsala universitet, 1767 magister primus och 1770 apologist i Skara, vid vars läroverk han 1780 blev konrektor och 1793 rektor. Han ägnade sig därjämte åt astronomin. Med instrument, som Pehr Wilhelm Wargentin skaffat honom, gjorde han flitiga observationer först på öppna gatan, sedan i ett litet observatorium, som han uppfört i sin trädgård. Observationerna delgavs Vetenskapsakademien, som intog dem i sina "Handlingar" (1781–89) och 1788 kallade honom till sin ledamot.